# フォビア (アルバム)
『フォビア』（Phobia）は、1993年にリリースされたキンクスのアルバム。現時点で、最後のスタジオ・アルバムである。
当時の荒廃した世相を、様々な角度から描写・風刺し、「こんな社会に住む我々は、みんな何かの恐怖症（フォビア）だ」と歌った作品。飛び降りようとしてビルの屋上に立つ男を、野次馬の視点から描いた「ドント」など、暗い題材の曲が目立つ。一方では「スカッタード」など、ほのぼのとした雰囲気の佳曲も含んでおり、かなり充実した内容だったが、セールスは惨憺たる結果に終わる。この作品の商業的失敗により、バンドはメジャー・レーベルから離れる。
当初アナログ盤LPでの発売予定もあったが、結果的にスペインでのみ1枚物として発売されただけにとどまり、この25年後にレコード・ストア・デイの一環でFriday MusicよりCDのカバーと同じデザインで2枚組仕様により初めて発売された。
なお、「ヘイトレッド」はNHKでの初期（1993年頃）のJリーグ中継テーマ曲として取り上げられたことがある。

## 収録曲
特筆無い限りレイ・デイヴィス作詞作曲。
1. オープニング - "Opening" 0:38
2. ウォール・オブ・ファイヤー - "Wall of Fire" 5:01
3. ドリフト・アウェイ - "Drift Away" 5:05
4. スティル・サーチング - "Still Searching" 4:52
5. フォビア - "Phobia" 5:16
6. オンリー・ア・ドリーム - "Only a Dream" 5:04
7. ドント - "Don't" 4:36
8. ベイビーズ - "Babies" 4:47
9. オーヴァー・ジ・エッジ - "Over the Edge" 4:20
10. サーヴァイビング - "Surviving" 6:00
11. イッツ・オールライト - "It's Alright (Don't Think About It)" 3:34
12. ジ・インフォーマー - "The Informer" 4:03
13. ヘイトレッド - "Hatred (A Duet)" 6:06
14. サムバディ・ストール・マイ・カー - "Somebody Stole My Car" 4:04
15. クローズ・トゥ・ザ・ワイアー - "Close to the Wire" (D. Davies) 4:01
16. スカッタード - "Scattered" 4:11

## シングルカット
プロモーション・シングルのみも含む。
1. スカッタード - "Scattered"
2. ヘイトレッド - "Hatred (A Duet)"
3. オンリー・ア・ドリーム - "Only a Dream"
4. ドリフト・アウェイ - "Drift Away"
5. スティル・サーチング - "Still Searching"